# Cementerio de Pereiró
El cementerio de Pereiró es la principal necrópolis de la ciudad de Vigo (España), se encuentra ubicado en Pereiró, en la parroquia de Castrelos. Fue diseñado por Jenaro de la Fuente Domínguez e inaugurado en marzo de 1898, siendo alcalde Antonio López de Neira y obispo Valeriano Menéndez Conde y Álvarez, que recibieron las llaves del recinto.

## Historia
La historia del cementerio va pareja a la prosperidad a finales del siglo XIX de la ciudad de Vigo. La población aumentó, y los difuntos también. Al quedar insuficientes los dos cementerios que había de aquellas (Picacho en el barrio del Berbés y el de Santiago de Vigo), la Corporación Municipal dio inicio a un cementerio nuevo y más higiénico en el año 1889. Se optó por el lugar de Pereiró, gastando 8604 pesetas en las expropiaciones de 121 terrenos y 100 000 en la construcción, se hizo un camposanto de 62 500 m², rodeado de un muro de piedra de tres metros y medio de altura, con dos grandes paseos centrales y ocho corredores, dividido en 16 cuadrados para panteones, sepulturas ordinarias, fosas comunes y cementerio civil con arboledos separándolos. José Elduayen fue su principal impulsor y quien financió la capilla, dedicada a la Virgen de las Dolores, en donde están inhumados el propio Elduayen, que falleció en el mismo año de la inauguración, y su familia. El primer sepultado del cementerio fue Jesús Rodríguez Rodríguez, un niño pobre de 11 años.
Durante décadas Pereiró fue el único cementerio de Galicia que realizaba entierros civiles, por ello muchas personas provenientes de otras localidades de la comunidad fueron inhumadas en el cementerio vigués durante años. Así como también personas que profesaban otras creencias no católicas, como musulmanes, protestantes, testigos de Jehová, miembros de otras religiones minoritarias, ateos y también los suicidas.

## Descripción
El cementerio de Pereiró está construido en forma cuadrangular, dispone de dos grandes pasillos centrales en forma de cruz y otros ocho que dividen la necrópolis en 16 zonas. En sus jardines se encuentran hasta 14 especies arbóreas diferentes, en donde predominan principalmente las camelias, los cipreses y la palmera canaria.

## Sepulturas
Entre los personajes ilustres inhumados en el camposanto, bien civil o religioso, y los monumentos conmemorativos erigidos en su recinto, cabe destacar los siguientes (enumerados por orden cronológico de fallecimiento):

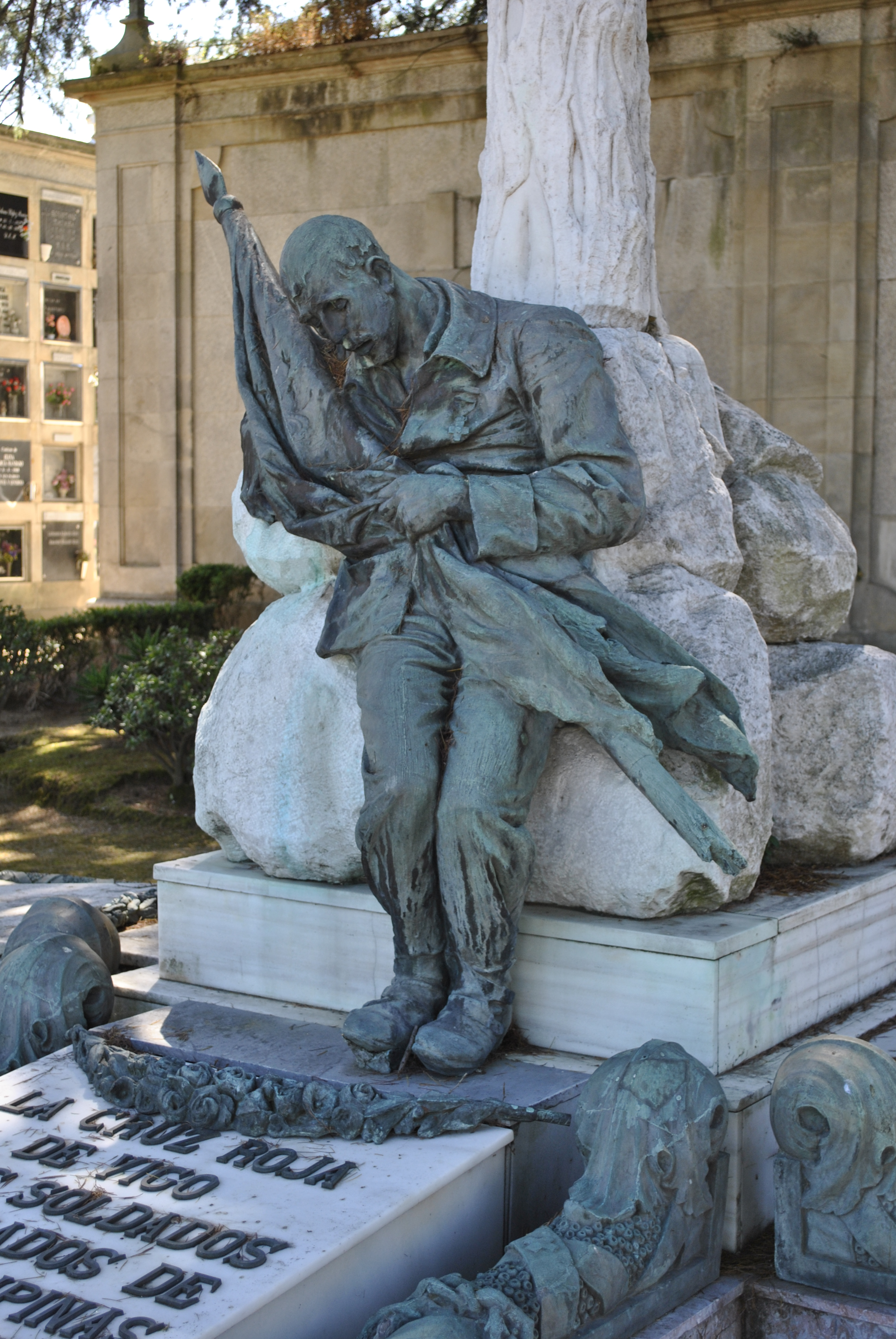
La Cruz Roja de Vigo a los soldados repatriados de Cuba y Filipinas. A Vigo llegaron 153 de ellos muertos.

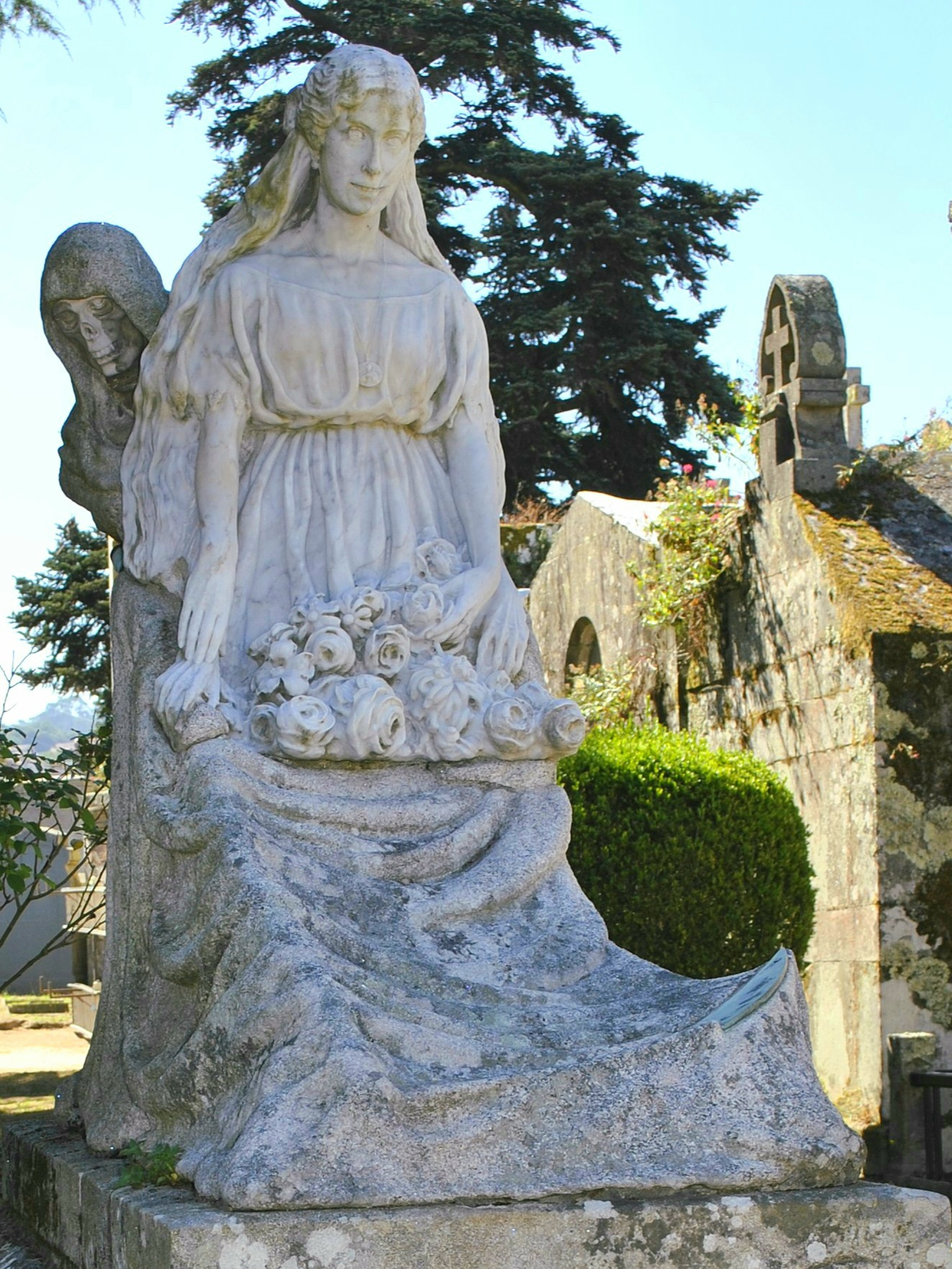
La muerte acecha tras la doncella de Francisco Asorey.

- Bernardo González “Cachamuíña” (1771–1848), heróe de la Reconquista de Vigo. Sus restos fueron trasladados de Pereiro de Aguiar a Pereiró el 9 de agosto de 1932.[10]

- Norberto Velázquez Moreno (1768–1852), comerciante y empresario. Sus restos fueron trasladados a Pereiró en 1924.

- Nicolás Taboada Leal (1798–1883), cronista oficial de la ciudad y médico. Sus restos fueron trasladados a Pereiró en 1924.

- Ángel de Lema y Marina (1820–1884), editor y cofundador del periódico Faro de Vigo.

- Maria de los Milagros Elduayen Martínez (1858–1888), Marquesa de Valladares.[11]

- Policarpo Sanz (1841–1889), empresario y filántropo. Sus restos fueron trasladados del cementerio de Picacho a Pereiró a finales del siglo XIX.[12]

- Concepción Arenal (1820–1893), escritora y penalista. Sus restos fueron trasladados del cementerio de Picacho a Pereiró el 28 de agosto de 1912.[13]

- José Elduayen (1823–1898), ministro.

- Manuel Bárcena y Franco (1834-1908), Conde de Torre Cedeira.[14]

- José García Barbón (1831–1909), empresario y filántropo.

- Eduardo Iglesias Añino (1850-1916), alcalde de Vigo.

- José Ramón Curbera Puig (?–1919), empresario conservero.

- Michel Pacewicz (1843-1921), arquitecto.

- Antonio Sanjurjo Badía (1837-1922), industrial e inventor.

- Jenaro de la Fuente Domínguez (1851–1922), arquitecto.[15]

- Attilio Pontanari (1850–1924), deportista.

- Ricardo Mella (1861–1925), anarquista.

- Eladio de Lema Martín (1853-1928), heredero del periódico Faro de Vigo y político.

- Manuel Lustres Rivas (1888–1936), escritor y periodista.

- Antonio Carreró Vergés (1889–1936), militar.[16]
- José Gil Gil (1870–1937), cineasta y fotógrafo.

- José Ramón Curbera Fernández (1870–1937), empresario conservero.

- Tomàs Mirambell i Maristany (1863–1947), capitán mercante y empresario.

- Wenceslao Requejo (1866-1947),  director de la Escuela de Artes y Oficios y miembro de la RAG.

- Friedrich Wilhelm Cloos (1875–1949), Vicecónsul de Alemania en Monforte de Lemos.[17]

- José Barreras Massó (1867-1950), empresario, ingeniero y político.[11]

- Cesáreo Corbal (1885-1952), médico.

- Eduardo Cabello Ebrentz (1865-1957), ingeniero.

- Ramiro Paredes Ramos (?–1958), jugador del Real Club Celta de Vigo.

- Jenaro de la Fuente Álvarez (1891–1963), arquitecto.

- Richard Kindling (?–1963), Vicecónsul de Alemania en Vigo y jefe del Partido Nacionalsocialista en Galicia.[17]

- Manuel Gómez Román (1875–1964), arquitecto.

- Cesáreo González (1903–1968), distribuidor y productor cinematográfico.

- Placeres Castellanos (1896–1971), periodista y guerrillera de la resistencia francesa.[11]

- Moisés Álvarez O’Farril (1904-1975), empresario.

- Humberto Baena (1950-1975), militante comunista y uno de los últimos 5 fusilados por el régimen franquista.

- Enrique Lorenzo Docampo (1892–1981), empresario y político.

- Isaac Fraga (1888–1982), empresario cinematográfico.

- Mercedes Núñez Targa (1911–1986), política republicana y secretaria de Pablo Neruda.[11]

- Quinocho (1932–1988), jugador y gerente del Real Club Celta de Vigo.

- Eduardo Sobrino González (1957–1991), guardia civil asesinado por ETA.

- Bernardo Alfageme de Riva (1935-1997), empresario conservero.[18]

- Xela Arias (1962–2003), poeta y traductora.

- Carlos Oroza (1923-2015), poeta.

- Raimundo Alberto Abalde Rodríguez "Pituco" (1943-2016), músico.[19]

- Alfonso Zulueta de Haz (1924-2017), intelectual y notario.

- Raimundo Sendino Ortega (1938-2018), maestro salesiano.[20]

- Antonio Veiga González (1936–2020), alpinista.[21]

- Ceferino de Blas (1943–2023), escritor, periodista y ejecutivo.[22]

## Fusilamientos de 1936
Tras el Golpe de Estado del 18 de julio de 1936, el 27 de agosto, fueron condenados a muerte por la jurisdicción militar y fusilados en las tapias del cementerio:

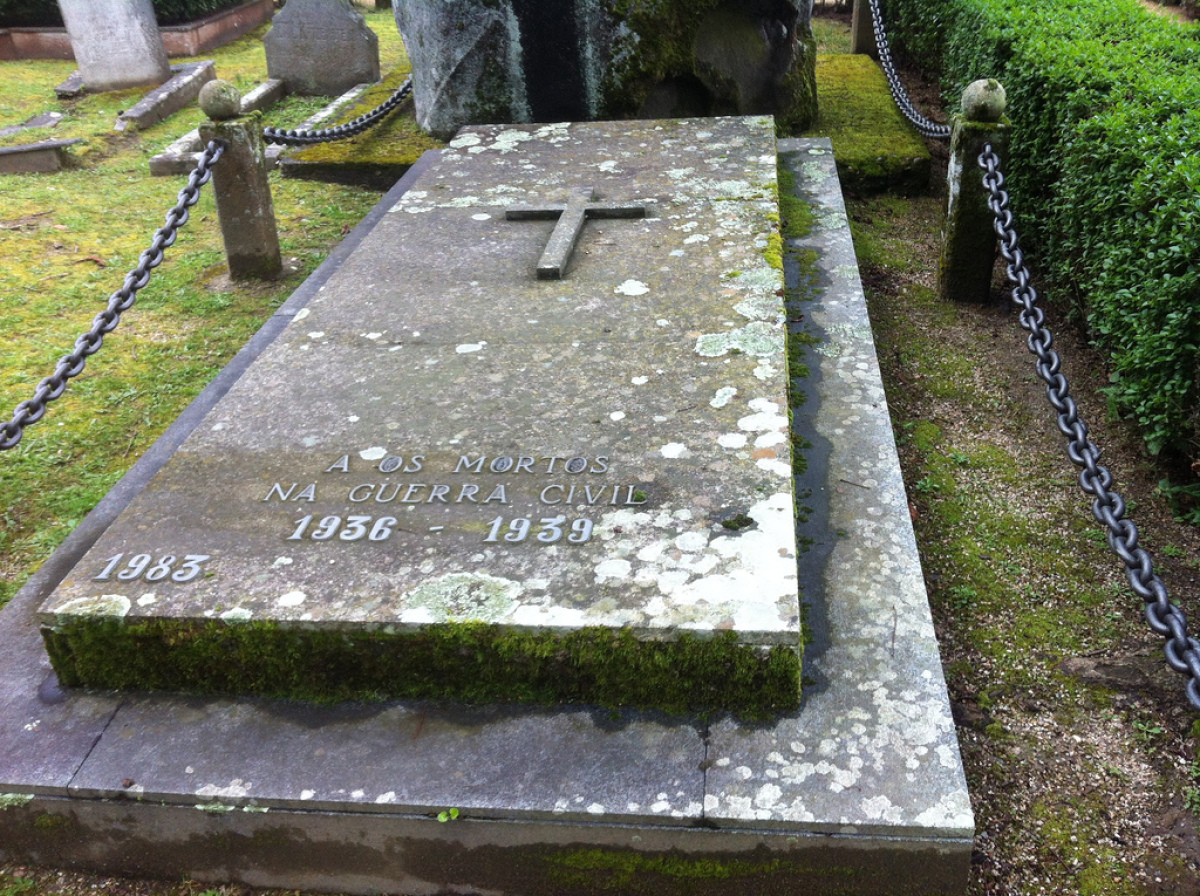
Tumba dedicada a los asesinados durante la Guerra Civil.

- Antonio Bilbatúa Zubeldía (1894-1936), político socialista.

- Apolinar Torres (1894-1936), maestro, pedagogo y sindicalista.

- Emilio Martínez Garrido (1886-1936), alcalde de Vigo e industrial.

- Heraclio Botana (1871-1936), político socialista.

- Ignacio Seoane (1900-1936), sindicalista y político socialista.

- José Antela (1900-1936), alcalde de Lavadores y camarero.

- Ramón González Brunet (1886-1936), sindicalista y político socialista.

- Ubaldo Gil Santóstegui (1879-1936), médico y político socialista

## Arte funerario
En el cementerio existen varias obras del escultor Francisco Asorey González, siendo la más famosa de todas La muerte acecha tras la doncella.

## Galería de imágenes

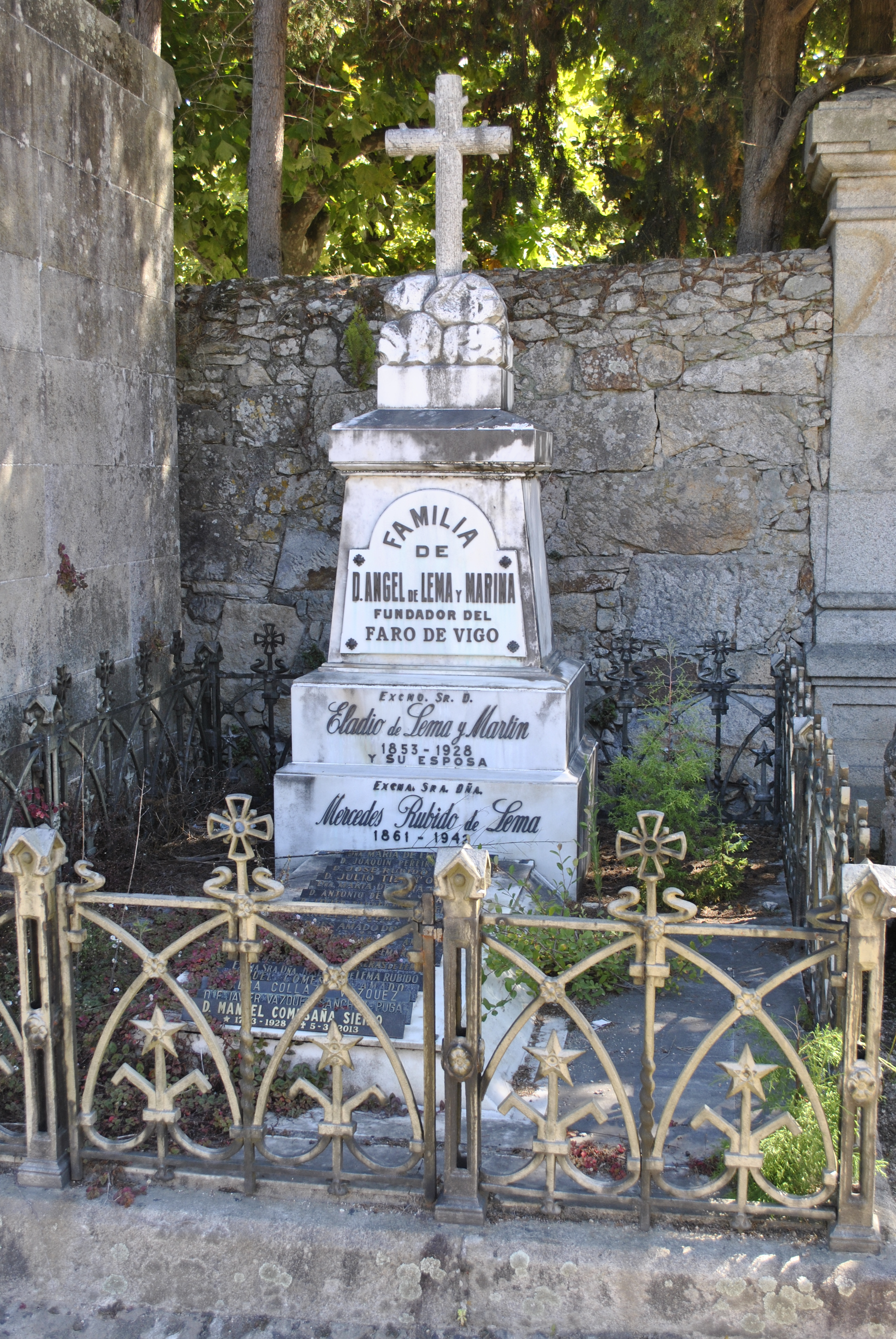
Familia de Ángel de Lema y Marina.
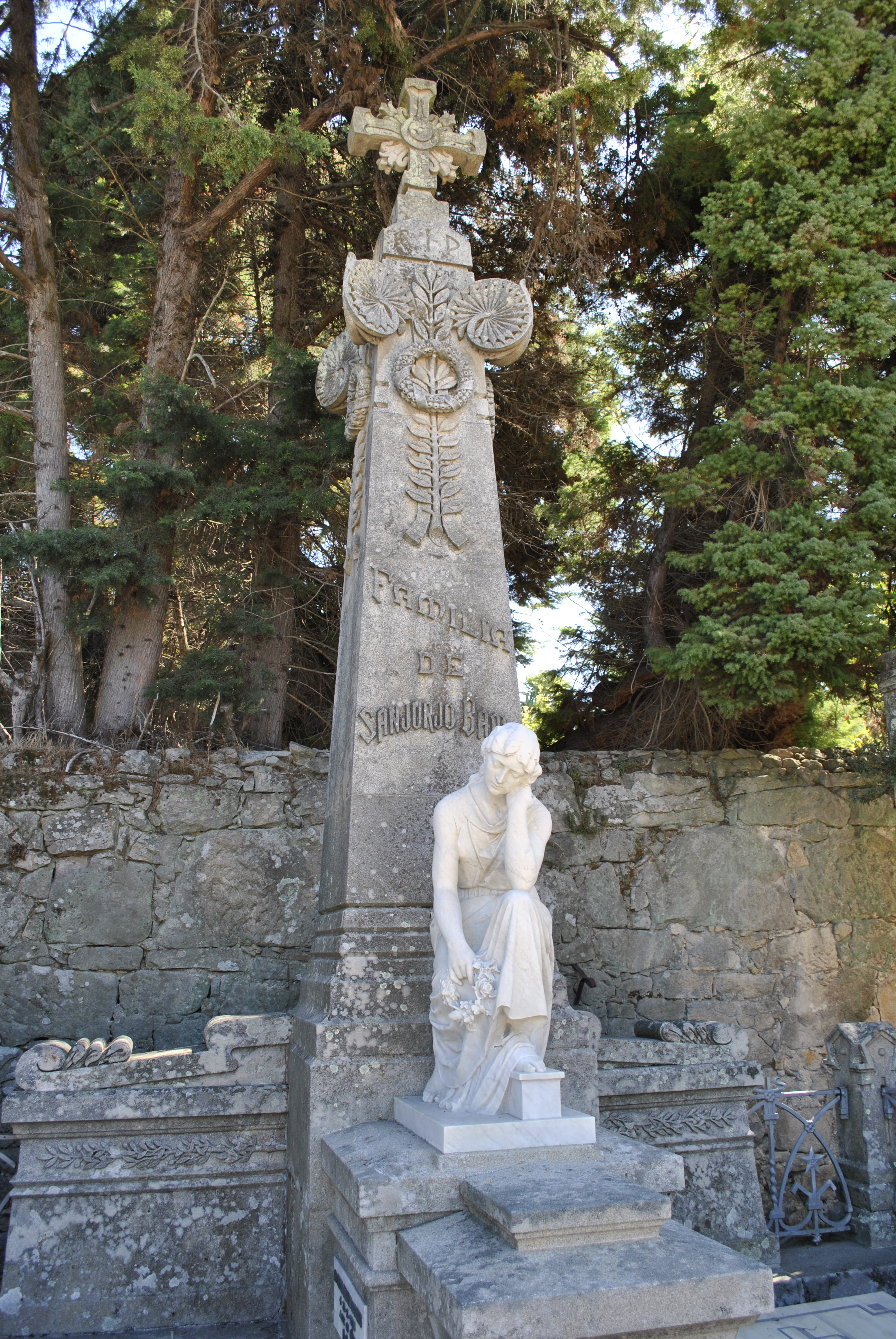
Familia de Antonio Sanjurjo Badía.
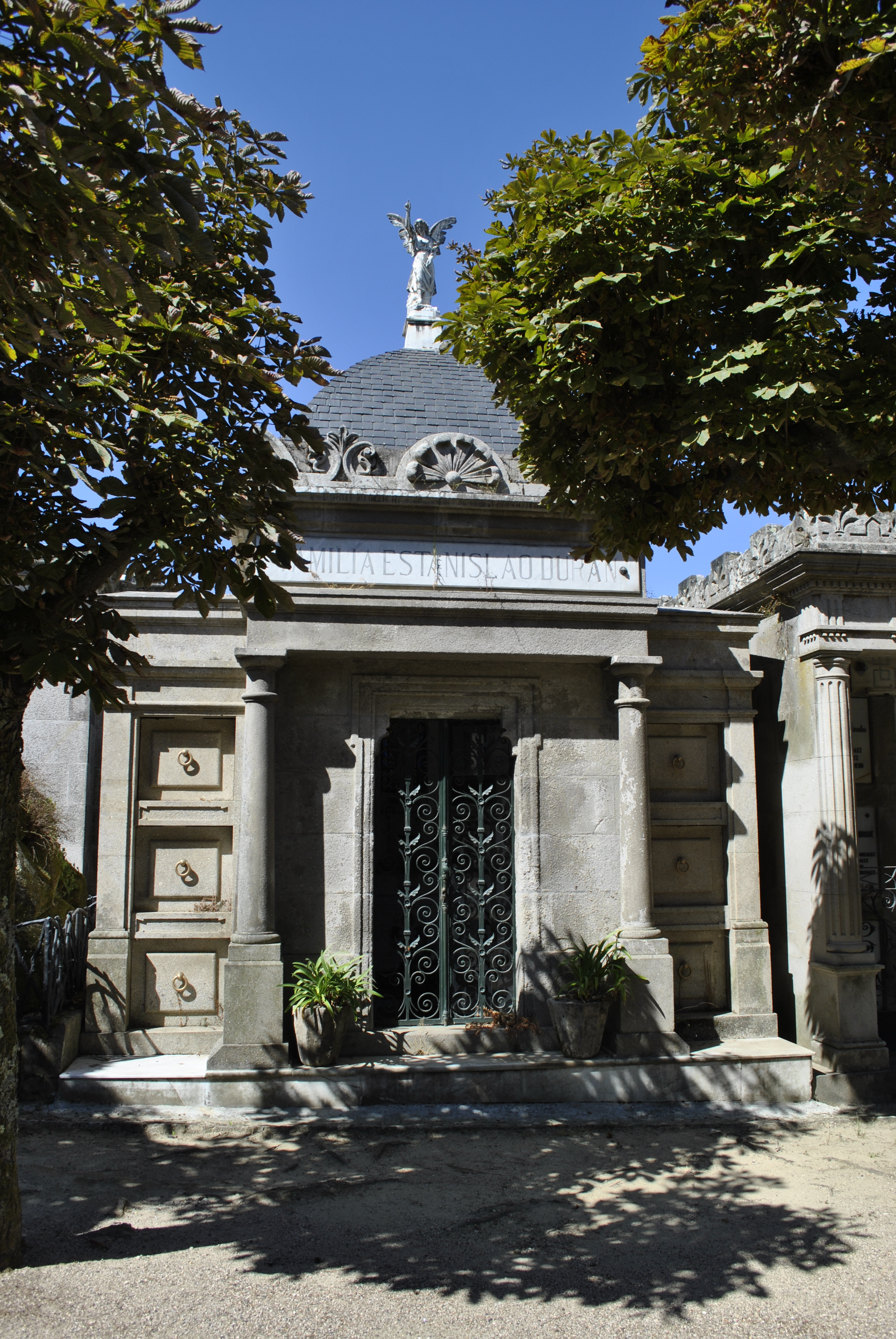
Familia de Estanislao Durán.
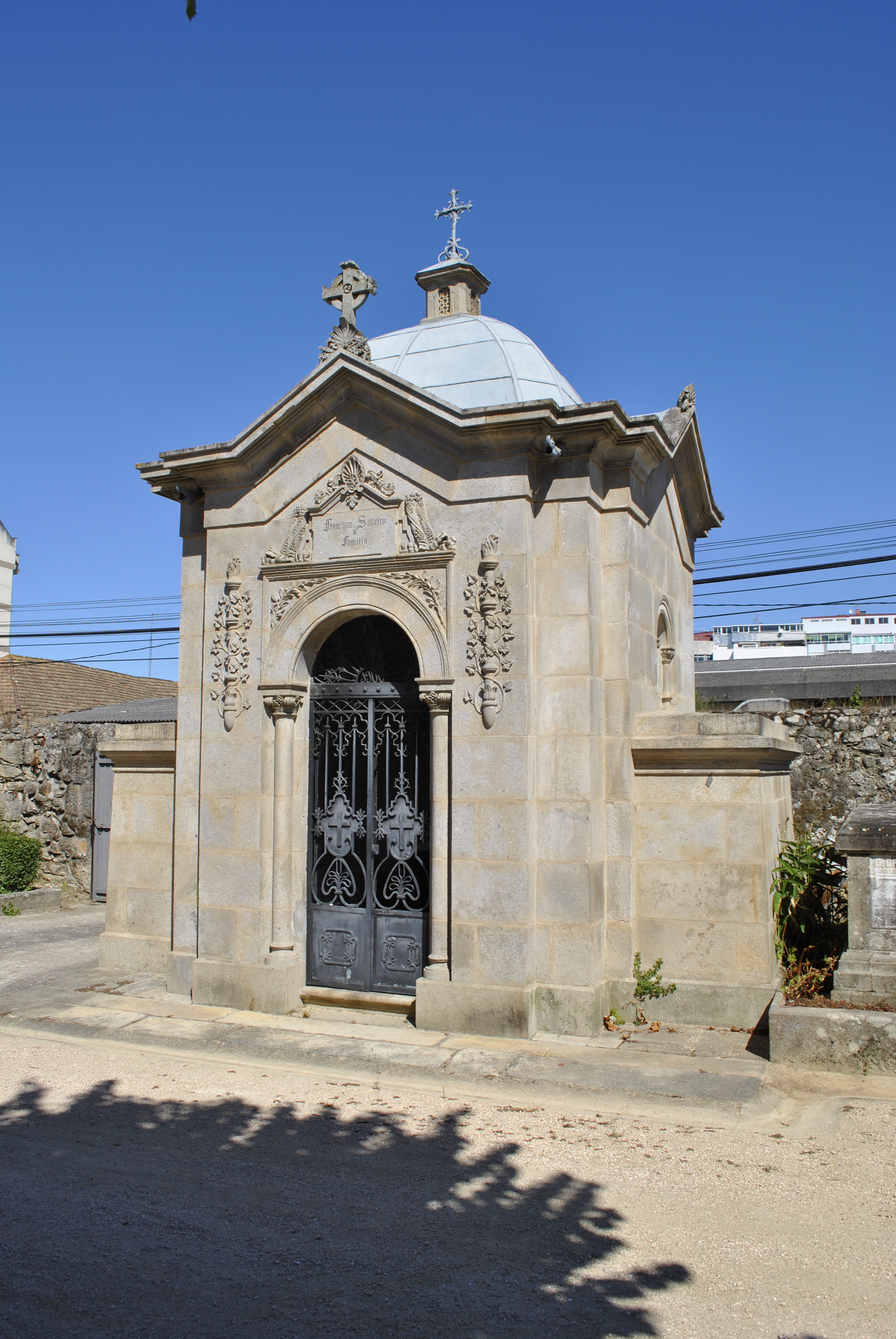
Familia de Francisco Solleiro.
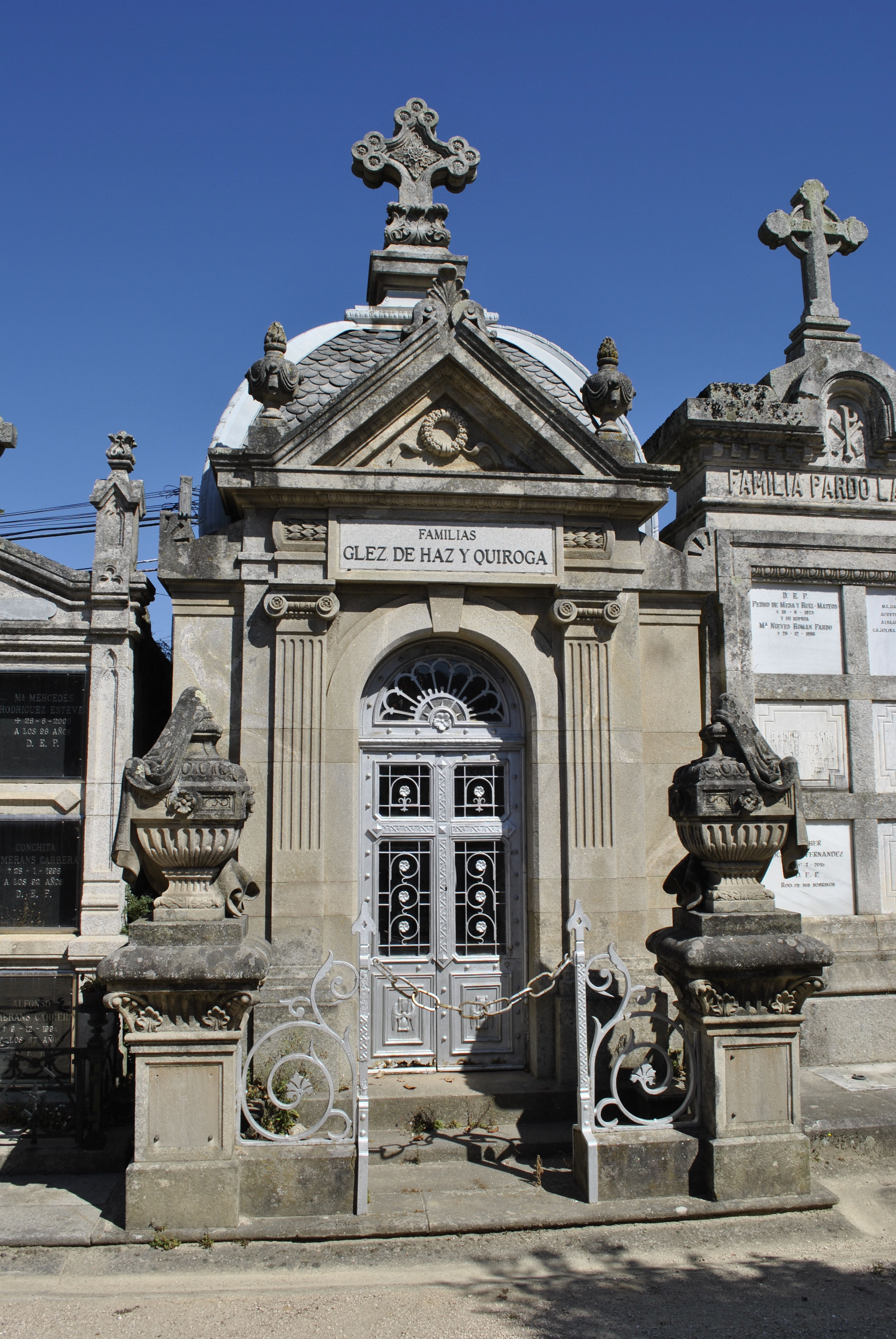
Familia de González de Haz y Quiroga.
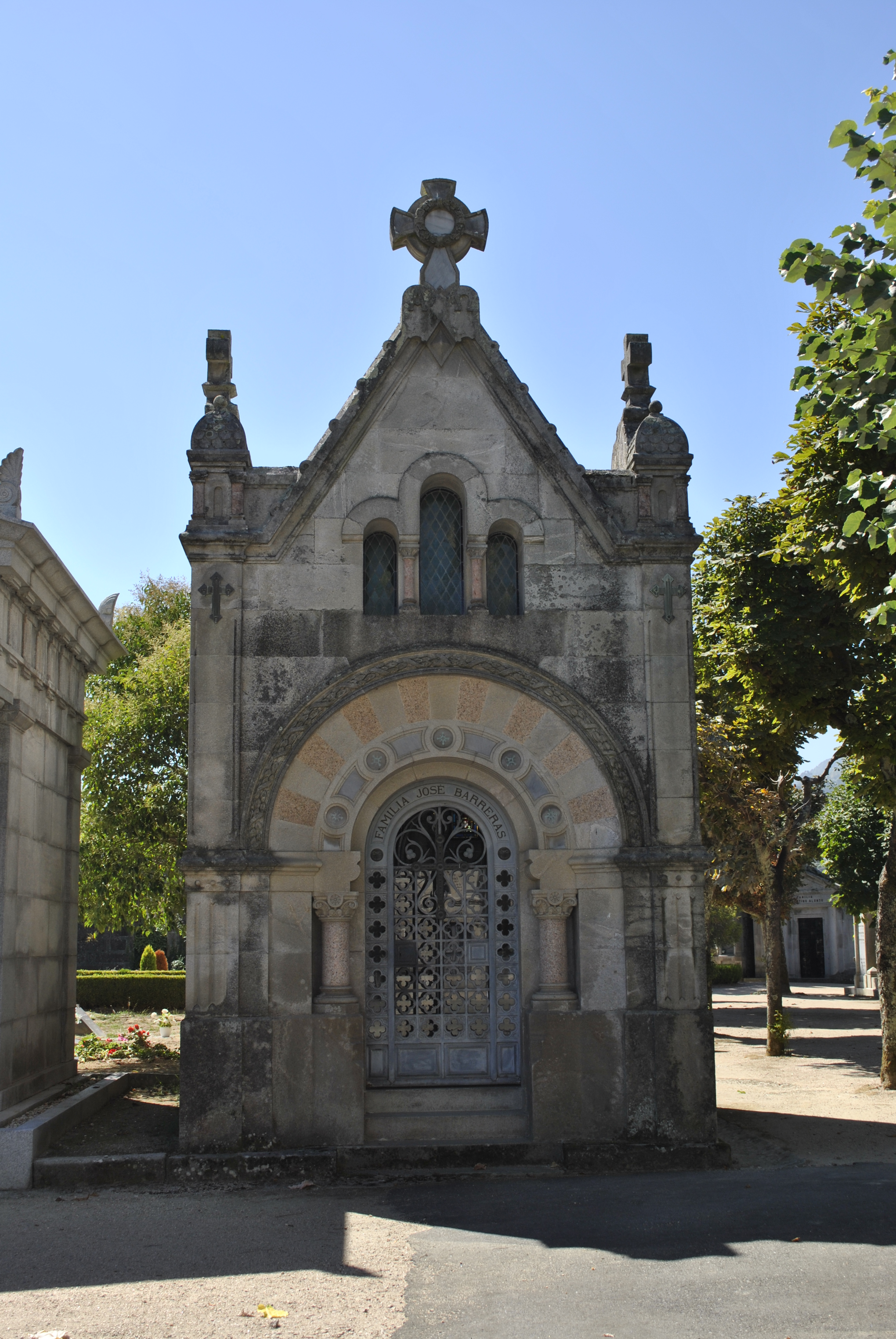
Familia de José Barreras Massó.
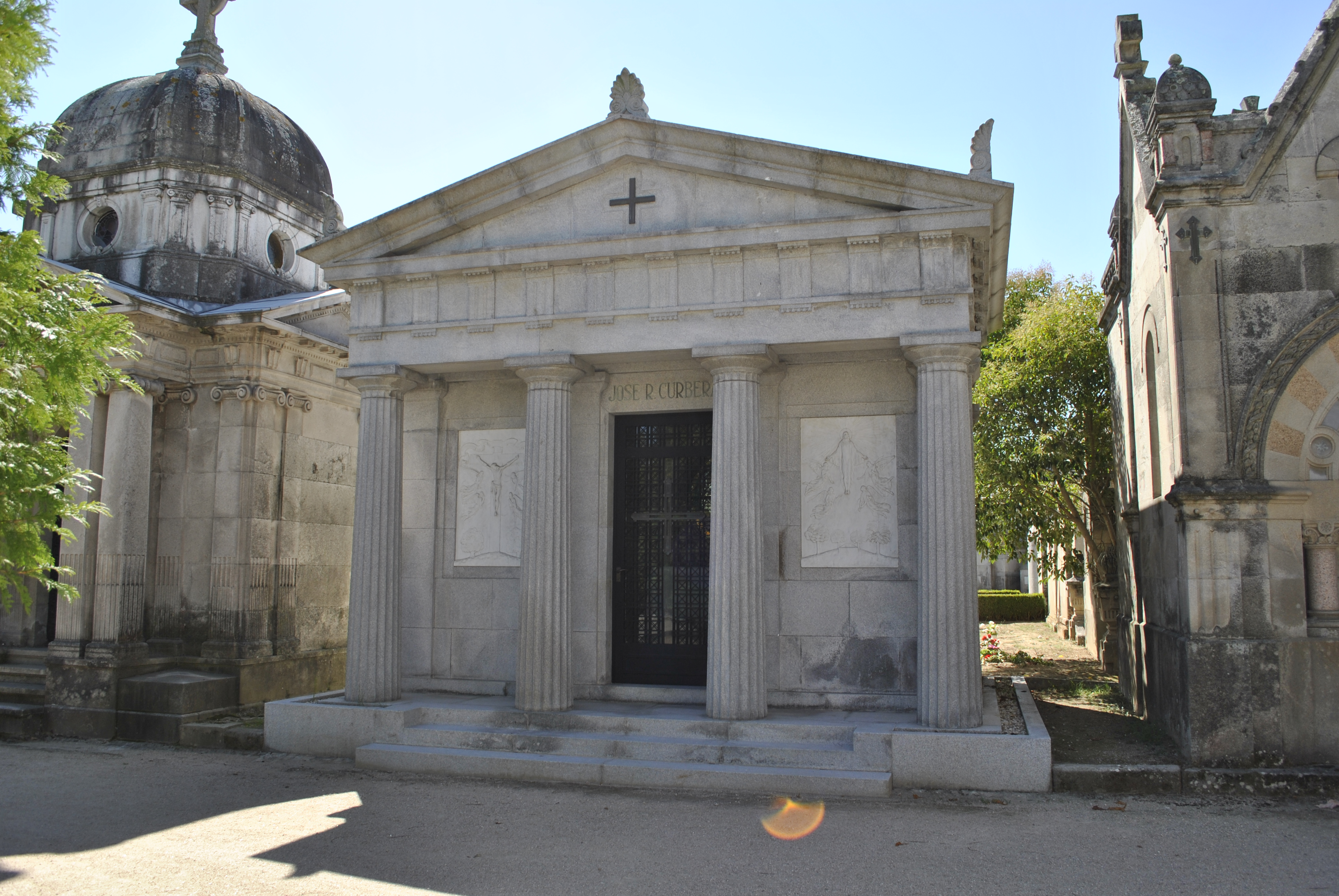
Familia de José Ramón Curbera.
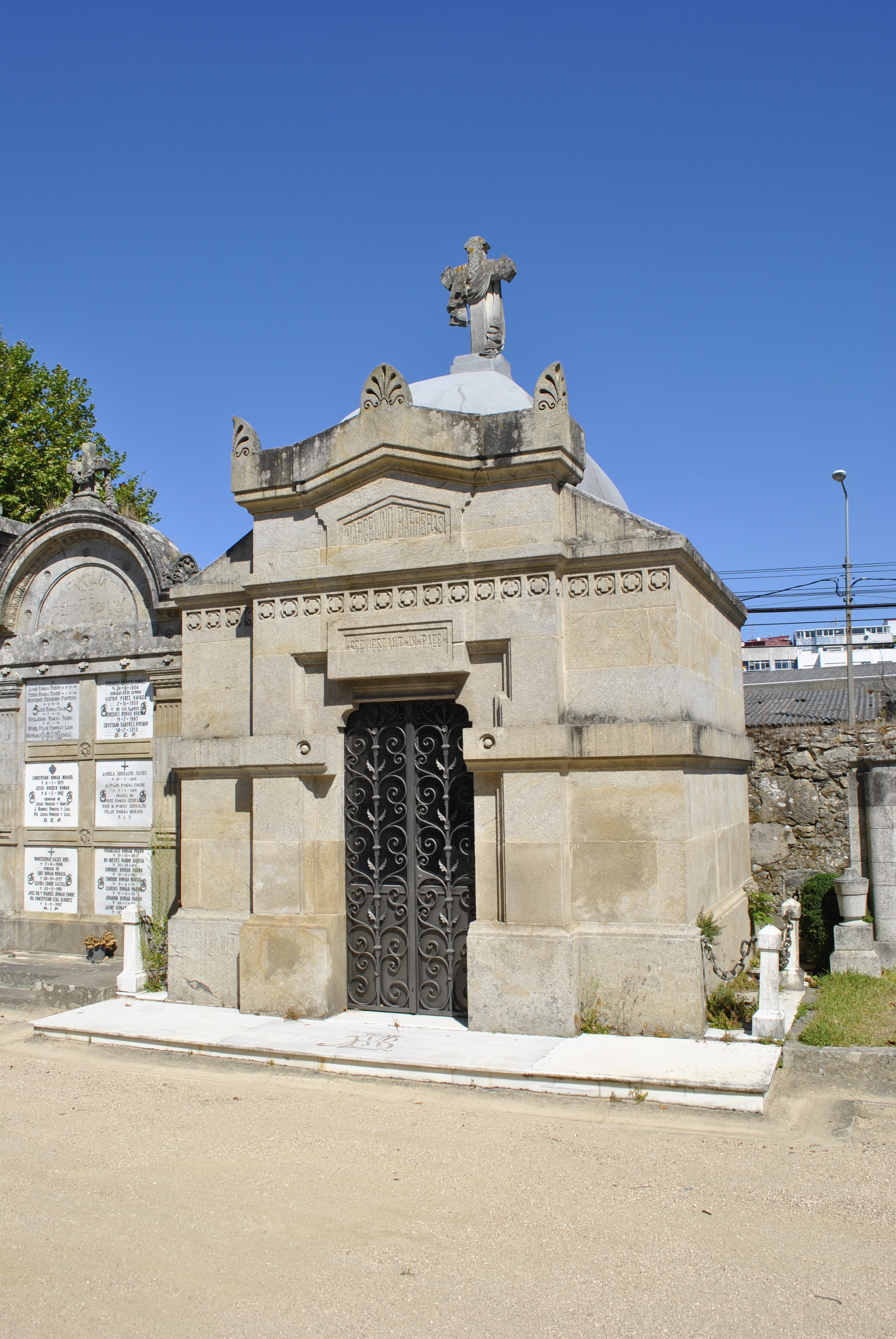
Familia de Marcelino Barreras Casellas.
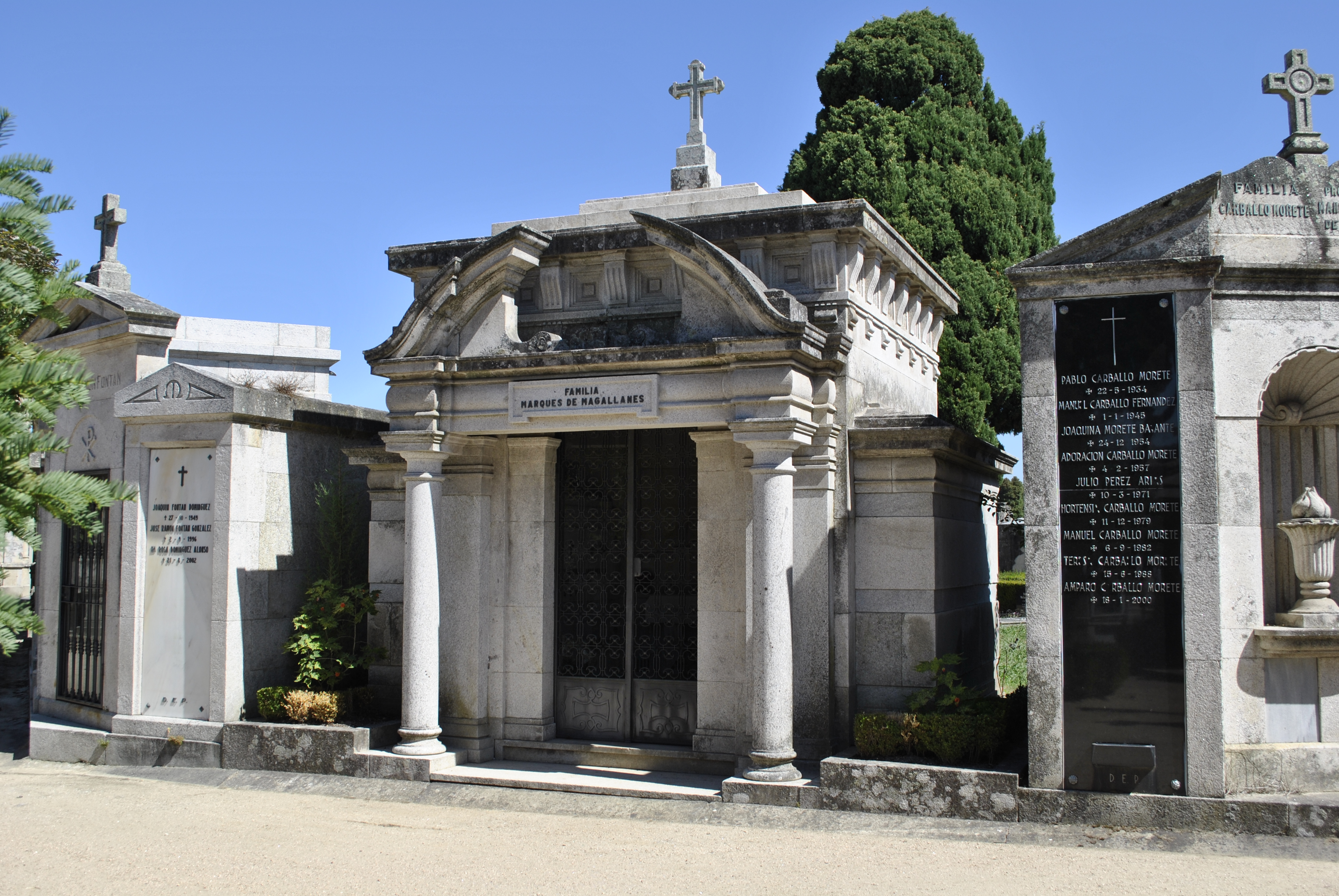
Familia de Marqués de Magallanes.
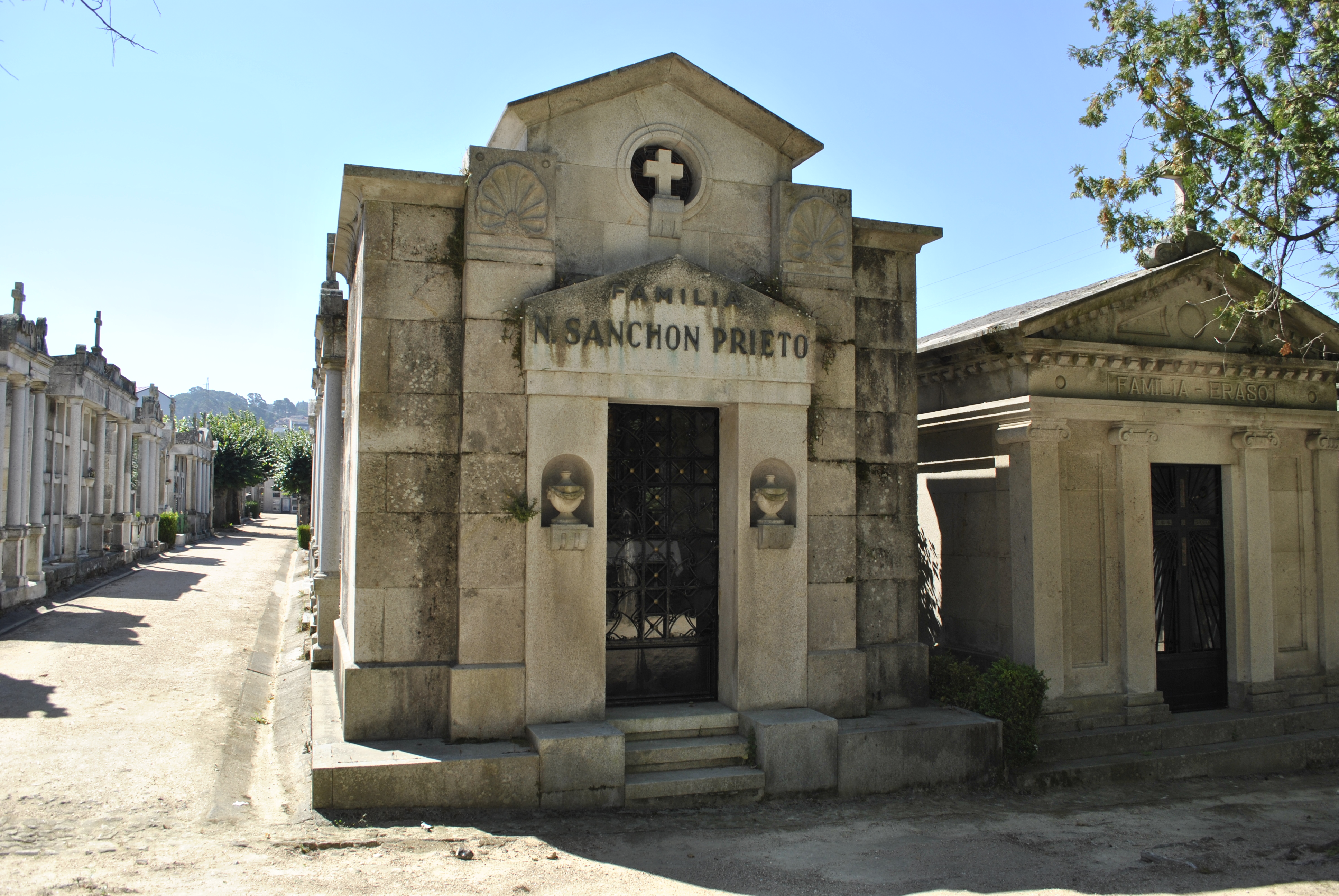
Familia de Natalio Sanchón Prieto.
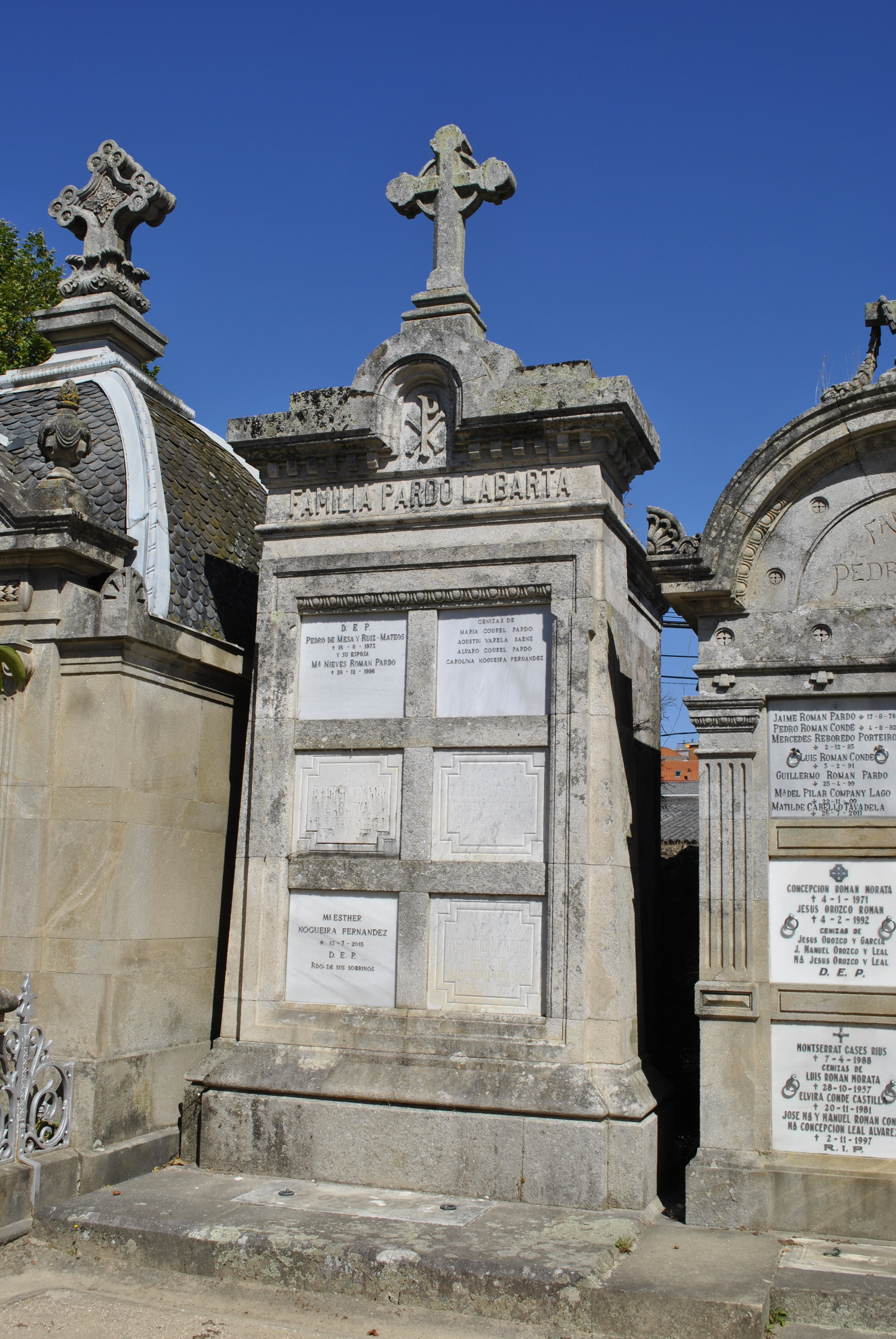
Familia de Pardo Labarta.
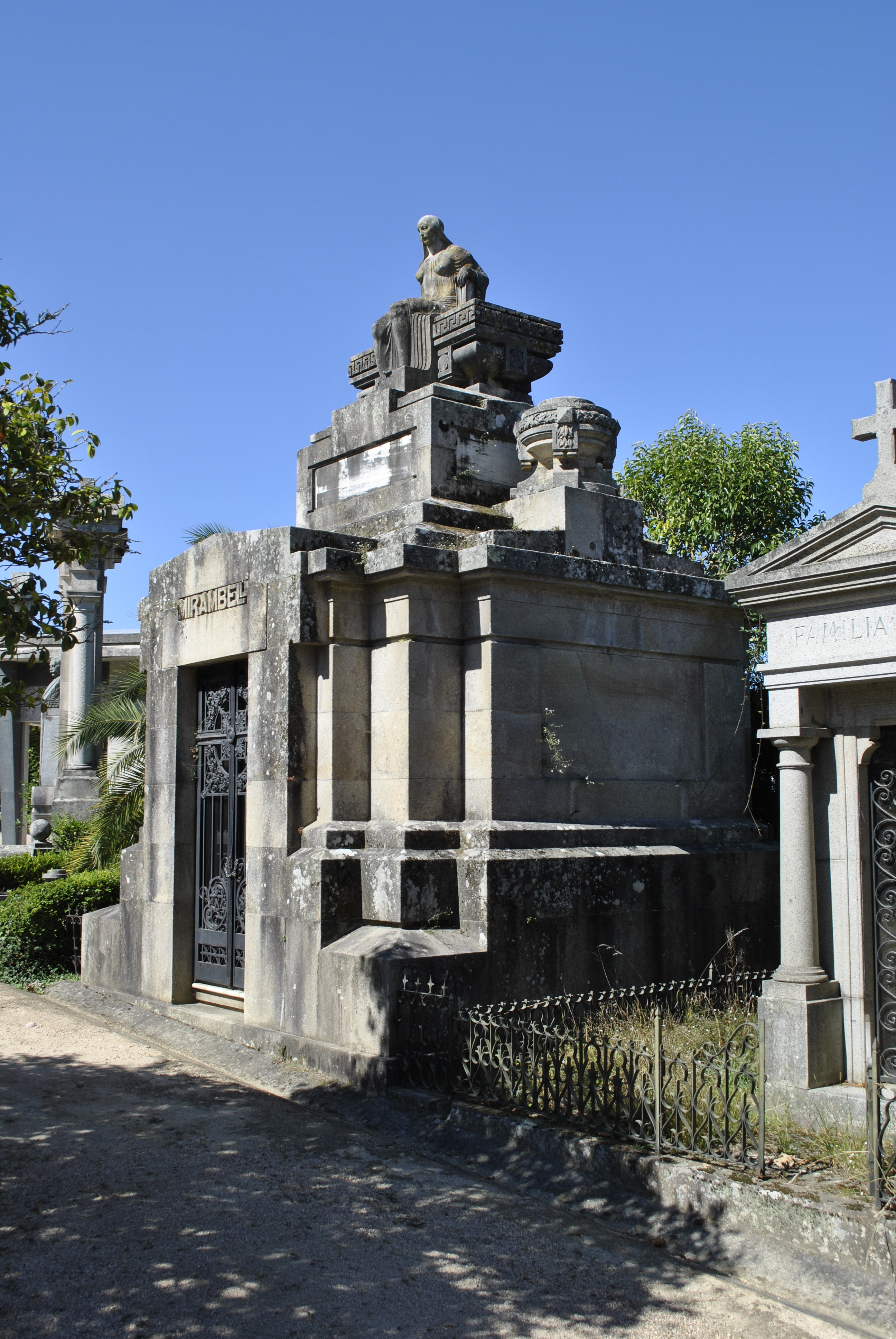
Familia de Tomás Mirambell Maristany.